# Отберт (епископ Льежа)
Отберт Льежский (также Оберт и Обберт; нем. Otbert von Lüttich; умер 31 января 1119, Льеж) — церковный деятель Валлонии, епископ Льежа с 1091 года, один из наиболее известных льежских епископов XI—XII столетий.

## Биография

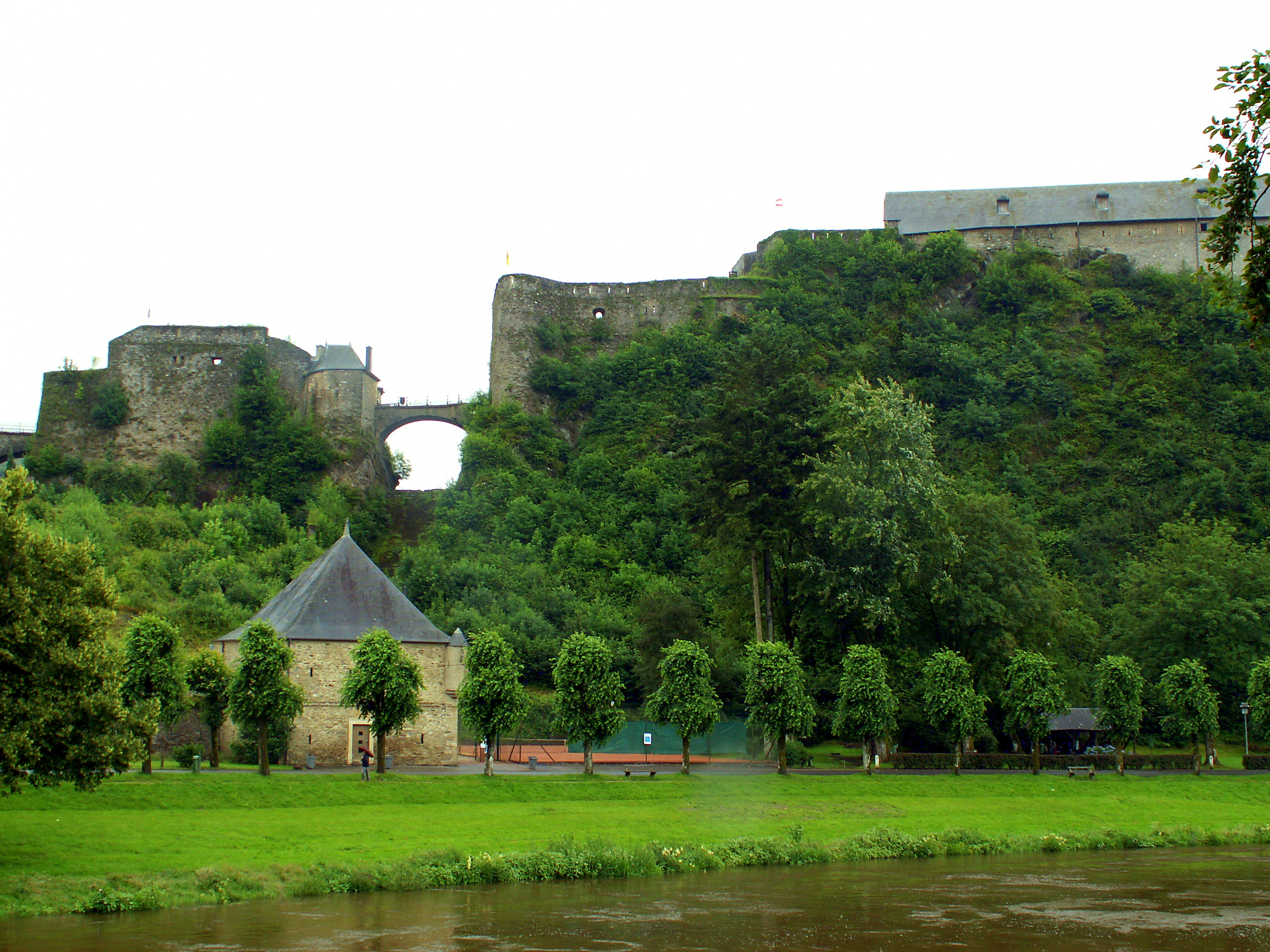
Бульонский замок

О происхождении Отберта мало известно. Предположительно, он родился в Льежском епископстве. Первоначально он был каноником собора Святого Ламберта и пробстом в аббатстве Савятого Креста в Льеже. В 1091 году он, будучи в Северной Италии, был пожалован епархией императором Священной Римской империи Генрихом IV, и 1 февраля 1092 года был посвящён в епископский сан кёльнским архиепископом Германом фон Хохштаденом
Благодаря чётко налаженной системе управления Отберт сумел быстро укрепить свои позиции церковного правителя в Льеже. Он установил хорошие, тесные связи с городской верхушкой и патрицианскими фамилиями, в 1095 и 1096 годах приобрёл для епископства замок Бульон, а также владения Кувин и Клермон.
В то же время он вызвал недовольство и напряжённое отношение со стороны монастырей епископства, так как избирает по своей воле для них новых настоятелей. В связи с одним такого рода конфликтом с аббатством Сен-Лоран и безусловной поддержкой императора Генриха IV в его споре об инвеституре Отберт Льежский был отлучён папой римским Урбаном II в 1095 году на соборе в Пьяченце. Однако, благодаря своим сильным позициям в епархии, это его формальное «снятие с должности» осталось без последствий. Последующая же попытка папы Пасхалия II, поддержанного частью льежского клира, устранить Отберта вооружённым путём была пресечена вмешательством на стороне епископа императором Генрихом IV.
В 1106 году Отберт был вновь, уже папой Пасхалием II, лишён сана и отлучён от церкви, однако после последующего покаяния прощён.
В то же время он вплоть до смерти Генриха IV сохранял верность императору, приняв его, изгнанного, в Льеже, и похоронив позднее в льежском кафедральном соборе. Отберт также поддерживал его сына и наследника Генриха V даже во время конфликта последнего с католической церковью в 1112 году.
Некоторое время Отберту Льежскому приписывалось авторство анонимного «Жизнеописания императора Генриха IV».